# 731 v.Chr.
Het jaar 731 v.Chr. is een jaartal volgens de christelijke jaartelling.

## Gebeurtenissen

### Griekenland
- Koning Aristodemus (731 - 724 v.Chr.) regeert over Messenië.